# Chazelles (Jura)
Chazelles ist eine Ortschaft und eine Commune déléguée in der französischen Gemeinde Les Trois-Châteaux mit 160 Einwohnern (Stand: 1. Januar 2018) im Département Jura in der Region Bourgogne-Franche-Comté. 
Sie wurde mit Wirkung vom 1. April 2016 mit den früheren Gemeinden L’Aubépin und Nanc-lès-Saint-Amour zur Commune nouvelle Les Trois Châteaux zusammengelegt. Die Gemeinde Chazelles gehörte zum Arrondissement Lons-le-Saunier und zum Kanton Saint-Amour.

## Geografie
Chazelles ist von den folgenden Ortschaften umgeben:
- Nanc-lès-Saint-Amour im Norden
- Saint-Amour im Nordosten
- Saint-Jean-d’Étreux im Osten
- Coligny im Süden
- Domsure im Westen

## Bevölkerungsentwicklung
| 1962 | 1968 | 1975 | 1982 | 1990 | 1999 | 2008 | 2018 |
| ---- | ---- | ---- | ---- | ---- | ---- | ---- | ---- |
| 118  | 120  | 105  | 104  | 89   | 112  | 114  | 160  |

## Wirtschaft
Die Rebflächen in Chazelles sind Teil des Weinanbaugebietes Côtes du Jura.